# Doleschallia andamanensis
Doleschallia andamanensis är en fjärilsart som beskrevs av Hans Fruhstorfer 1899. Doleschallia andamanensis ingår i släktet Doleschallia och familjen praktfjärilar. Inga underarter finns listade i Catalogue of Life.